# カタクリ
カタクリ（片栗、学名: Erythronium japonicum）は、ユリ科カタクリ属に属する多年草。別名で、カタコともよばれる。古語では「堅香子（かたかご）」と呼ばれていた。
山地の林内に群生し、1 - 2枚つく葉にはまだら模様がある。春先に独特で見栄えする紅紫の花を咲かせたあと、地上部は枯れて休眠する。種子で繁殖するが、発芽から開花まで8 - 9年ほどかかる。かつて、球根から片栗粉が作られていた。

## 特徴

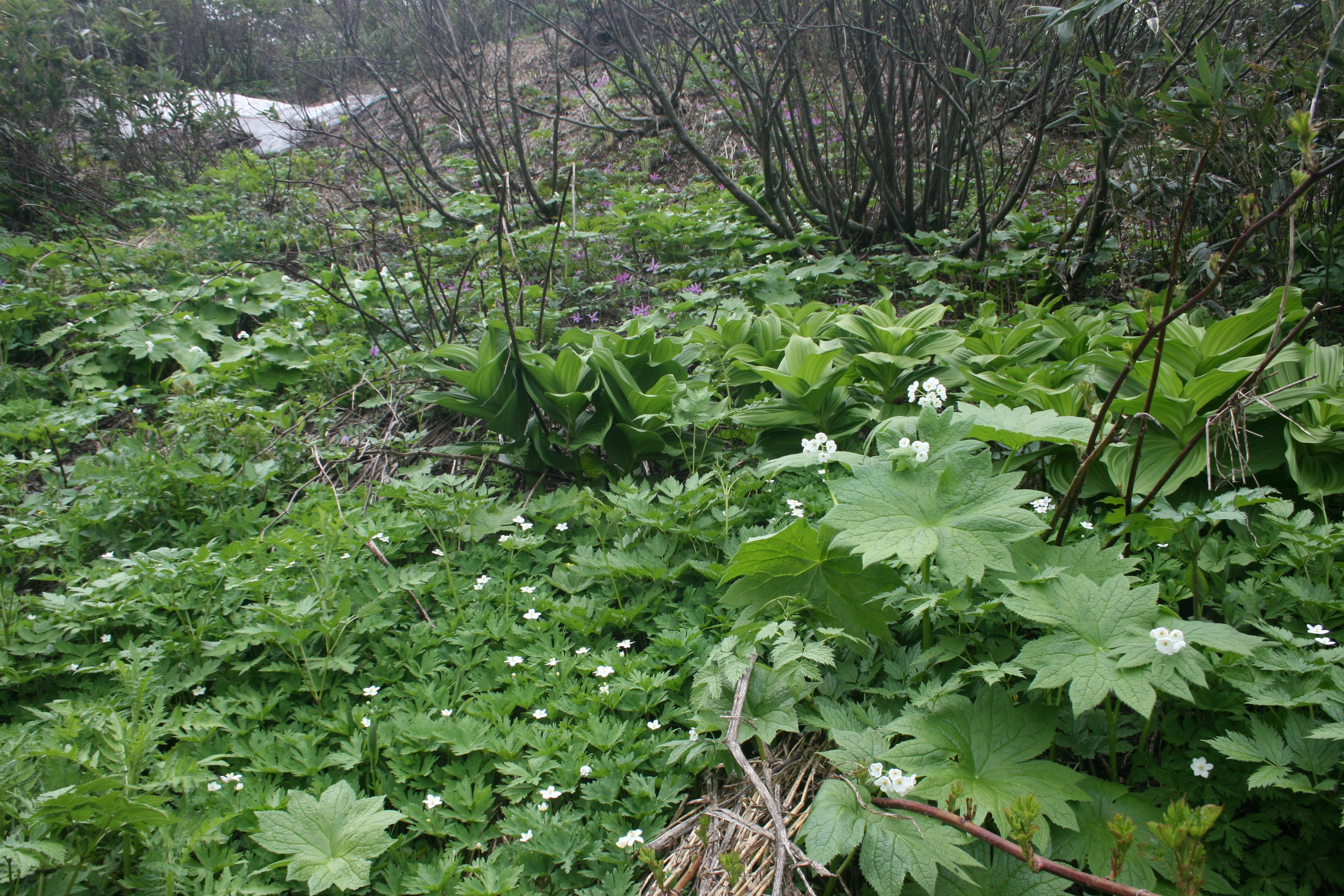
雪解け後に落葉樹林の林床で真っ先にカタクリやニリンソウなどが葉と茎を伸ばし花を咲かせる。その後枯れて地上部の姿が消える。

別名が多く、地方によってカタカゴ、カタコユリ、カタバナ、カッコバナ、ヤマカンピョウ、アマイモの名でよばれることもある。
地下茎は意外と深く、鱗茎の姿がクリの片割れに似ることから、「片栗」の意味で名づけられたといわれている。鱗茎は長さ4 - 5センチメートル (cm) 、直径1 cmほどの大きさで、デンプンを蓄えている。
早春に地上部を展開して、花期は早いところでは3月、ふつうは4 - 6月ごろで、10 - 15 cmほどの花茎を伸ばし、直径4 - 5 cmほどの薄紫から桃色の花を先端に一つ下向きに咲かせる。まれに白花を咲かすものがあり、シロバナカタクリ（E. japonicum f. leucanthum）とよばれる。蕾をもった個体は芽が地上に出てから10日程で開花する。花茎の下部に葉が通常2枚、若い株では1枚の葉がつき、葉柄を含めて長さ10 - 12 cm、幅2.5 - 6.5 cmほどの長楕円形。葉身は質がやわらかく、迷彩柄のような暗紫色の模様がある。地域によっては模様がないものもある。
花被片と雄しべは6個。雄蕊は長短3本ずつあり、葯は暗紫色。長い雄蕊の葯は短いものより外側にあり、先に成熟して裂開する。雌蕊の花柱はわずかに3裂している。地上に葉を展開すると同時に開花する。晴天時は花に朝日を浴びると、花被片が開き背面で交差するほど極端に反り返り、夕暮れに閉じる運動を繰り返す。日差しがない曇りや雨の日には、花は開かないまま閉じている。開花後は3室からなる果実が出来、各室には数個 - 20程の胚珠が出来る。平均で60%程の胚珠が種子となる。胚珠は長さ2 mmほどの長楕円形である。染色体は大型で2n=24である。
果期は5 - 6月ごろで、花後に結実して、蒴果が裂開して種子を落とす。その後、葉や茎は枯れて宿根する。地上に姿を現す期間は4 - 5週間程度で、群落での開花期間は2週間程と短い。このため、ニリンソウなど同様の植物とともに「スプリング・エフェメラル」（春の妖精）と呼ばれている。種子にはアリが好む薄黄色のエライオソームという物質が付いており、アリに拾われて巣に運ばれることによって生育地を広げている。

### 地下での挙動
5月中旬から9月末までは、地下で休眠状態となる。最大30 cm程の深さにある長さ5 - 6 cmの筒状楕円形の鱗茎は、10月下旬ごろに発根し始める。雪解けを待って、地上に糸のような細い葉を伸ばす。

### カタクリの生活史

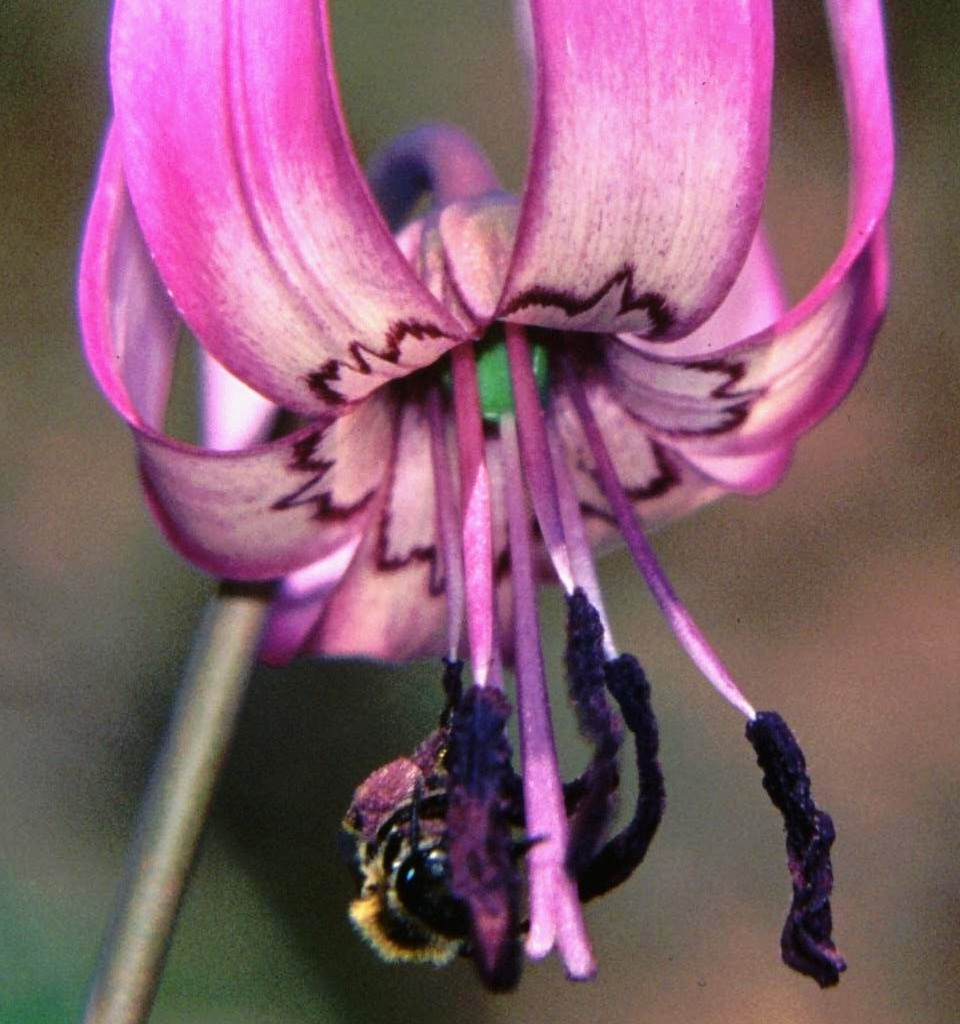
マルハナバチなどの送粉者が吸蜜に訪れ受粉を行う。

早春のまだ木々も草も芽吹かぬうちに、いち早く大きく広い葉を出して、雑木林の林床で日差しを独占する。続いて、まだ花が少ないこの季節に花茎を出して、花をうつむき加減に開く。蜜を求める虫たちが吸蜜に訪れて受粉し、いち早く結実すると、周囲の木々や他の草が伸び始めるころには種子を散らして地上部は枯れる。
カタクリは、「春の妖精」（スプリング・エフェメラル）と呼ばれる植物の一つである。エフェメラルとは、もともと「はかない命」という意味で、カタクリが1年のうちで地上に出ている期間は、春先の4 - 5週間足らずに過ぎず、葉で光合成をして栄養分を鱗茎に蓄えて、夏には葉を枯らし、翌年の春まで土中の鱗茎のまま休眠状態で大半を過ごしている。光合成ができる期間が、1年のうちで葉が出ているわずかな期間しかないため、栄養を蓄積するまでに長い時間を要してしまうことから、種子から発芽して花を咲かせるまでに7 - 9年ほどの歳月を必要とする。
発芽1年目の個体は細い糸状の葉を、2年目から7 - 8年程度までは卵状楕円形の1枚の葉だけで過ごし、鱗茎が大きくなり、2枚目の葉が出てから花をつける。カタクリは、毎年少しずつ鱗茎に養分を蓄積しながら、しだいに葉を大きくしてゆき、その結果、発芽から7 - 9年をかけてコツコツと貯めた栄養分で、ようやく花を咲かすことができる。開花初期は開花と結実がある有性生殖と結実がない無性生殖を繰り返し、個体が大きく成長した後は複数年に渡り開花が継続する。カタクリの平均寿命は40 - 50年ほどと推定されている。なお、鱗茎は毎年更新し、なおかつ旧鱗茎の下に鱗茎が作られるため鱗茎は深くなる。原則として鱗茎は分球することはない。通常栄養繁殖を行わない。
カタクリの葉にサビ菌 (Uromyces erythronii Pass.) が寄生し、「さび病」を起こし枯れてしまうことがある。落葉広葉樹林は約3,000万年前に形成され、カタクリの祖先はこの頃に落葉広葉樹林に出現しカタクリに進化したと考えられている。

### 受粉の仕組み
カタクリは両性花で自家不和合性であり、自家受粉による種子の形成はほとんど行われない。花被片、雄蕊、雌蕊は紫外線をよく吸収し、ハチ目などの昆虫の視覚器官が感受しやすく、花へ誘発するシグナルとなっている。ハナバチの仲間のクマバチ、コマルハナバチ、マルハナバチ、ギフチョウ、ヒメギフチョウ、スジグロシロチョウなどが吸蜜に訪れ送粉者（ポロネーター）として受粉を行っている。クマバチとマルハナバチが最もカタクリの受粉に貢献している。

### アリによる種子の散布

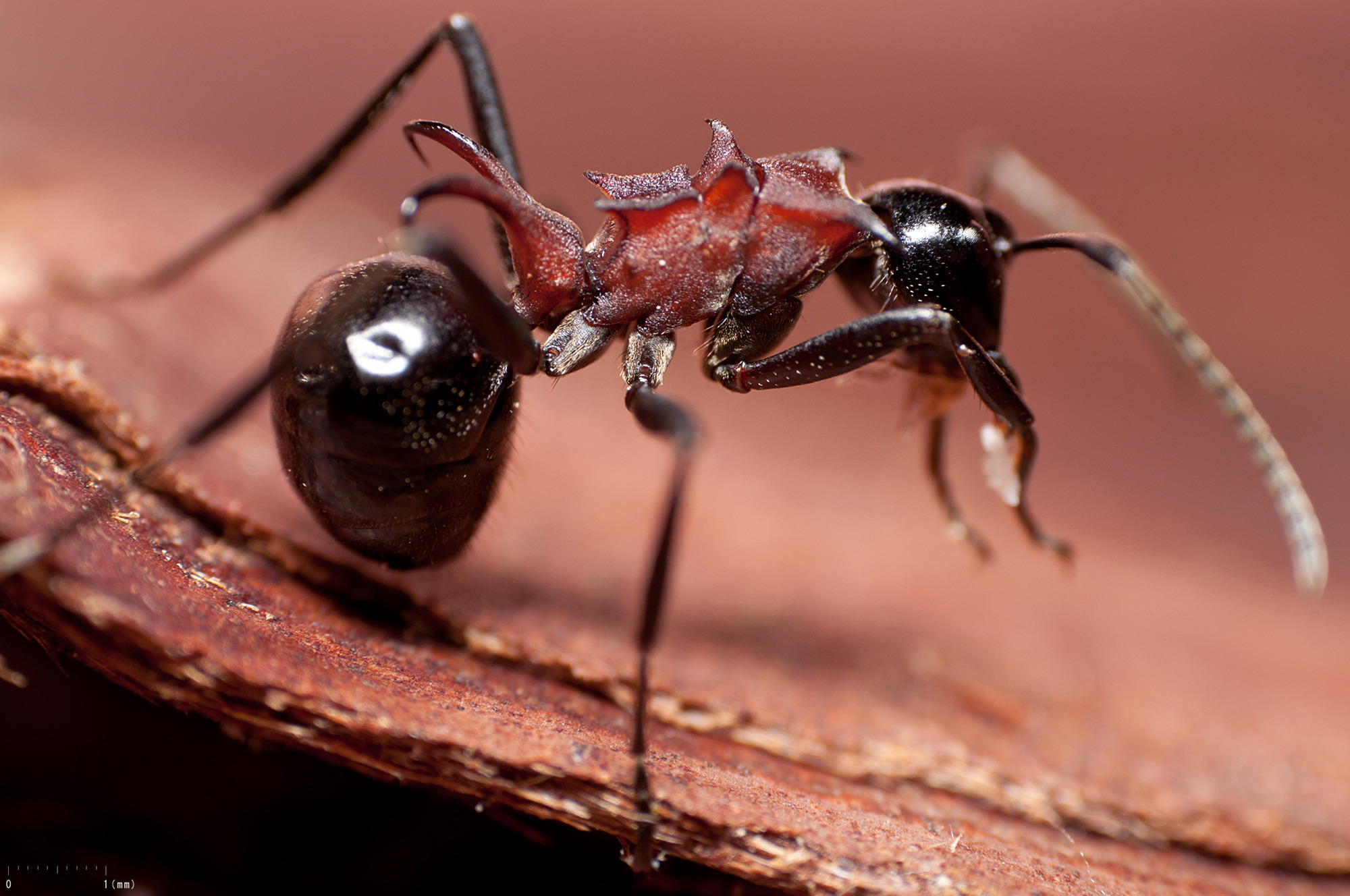
トゲアリはカタクリの種子を巣内に運び込んだ後に、巣外に搬出し周辺に散布する。

種子に付着しているエライオソームには脂肪酸や高級炭水化物などが大量に含まれる。アリがこの成分に誘発され、種子はアリの巣がある遠くまで運ばれる。富山県婦負郡八尾町（現富山市）では、アシナガアリ、アズマオオズアカアリ、クロヤマアリ、トゲアリ、トビイロケアリ、ムネアカオオアリなどにより運ばれる様子が確認されている。トゲアリはカタクリの種子を巣内に運び込んだ後に、巣外に搬出し周辺に散布する。

## 利用
鱗茎を掘り採って、ひげ根を除き、煮て甘煮や金団（きんとん）にして食べることもある。ただし、カタクリ保護のため、鱗茎を採りすぎないように注意もさけばれている。地下の鱗茎を日干ししたものからは、40 - 50%の良質なデンプンが採取できる。調理に用いられる片栗粉は、もともとカタクリの鱗茎から抽出したデンプンのことを言っていたが、精製量がごく僅かであるため、現代ではジャガイモやサツマイモから抽出したデンプンが代用されている。
カタクリから採取したデンプンは片栗澱粉（かたくりでんぷん）といって生薬になり、滋養保健によく、クズのデンプンのように腹痛や、体力が弱った人への下痢止め作用もあるといわれている。カタクリのデンプンを、砂糖やはちみつで甘くして、熱湯を注いでかき混ぜると半透明にやわらかく固まり、これを体力の弱った老人や幼児の腹痛に食べさせると、下痢止めに役立つとされる。しかし、一般に市販されているジャガイモなどの片栗粉では、カタクリのように薬用にはならない。
花の時期か、花が終わったころの若葉を摘んで、山菜として食されることがある。軽く茹でて、花は酢の物、葉や茎はお浸しや和え物、生のまま天ぷら、炒め物にして食べられる。
鑑賞用の山野草として、カタクリの球根が販売されている。栽培はむずかしいといわれるが、多くの山野草愛好家によって栽培も行われている。日本各地の群生地では、春の開花時期に合わせて「カタクリ祭り」などが開催されている。
350円普通切手の意匠になった。
- 1994年（平成6年）1月24日発売[35]
- 2012年（平成24年）7月2日発売[35] 図案変更[36]
- 2014年（平成26年）3月31日 販売終了[37][38][35]

## 分布
日本原産といわれ、北東アジア（朝鮮半島、千島列島、サハリン、ロシア沿海州）と日本に分布する。日本では北海道、本州、四国、九州の平地から山地の林内にかけて広く分布する。主に中部地方・東北地方の山地に多く群生しているが、関西以西、四国、九州では少なく珍しい。岡山県では北部の市町村を中心に分布が確認されている。九州では熊本県のみに分布し、日本の南限となっている。比較的日光の差すブナ、ミズナラ、イタヤカエデなどの落葉広葉樹林の林床に群生する。キクザキイチゲとニリンソウなど同時期に同じ場所で開花することがある。スギ林の林床にも生育していることがあるが、花をつける個体は比較的日のよく当たる林縁に限られている。鈴鹿山脈北部など石灰岩質の地域に群生地となる例がある。北海道の北見市端野地域の隔離分布した群落が日本の分布域の東端と推定されている。昔は日本では落葉広葉樹林のある各地で広く見られたが、近年では乱獲や盗掘、土地開発などによる生育地の減少によって減少している。北アルプスの仙人山の山腹（標高約2,000 mの亜高山帯）において、最高所での生育が確認されている。カタクリは数千 - 数万の大群落を作ることがあり、集団の全個体が入れ替わるには13 - 40年程かかると推定されている。基準標本は、日本のもの。

### 日本の主な群生地

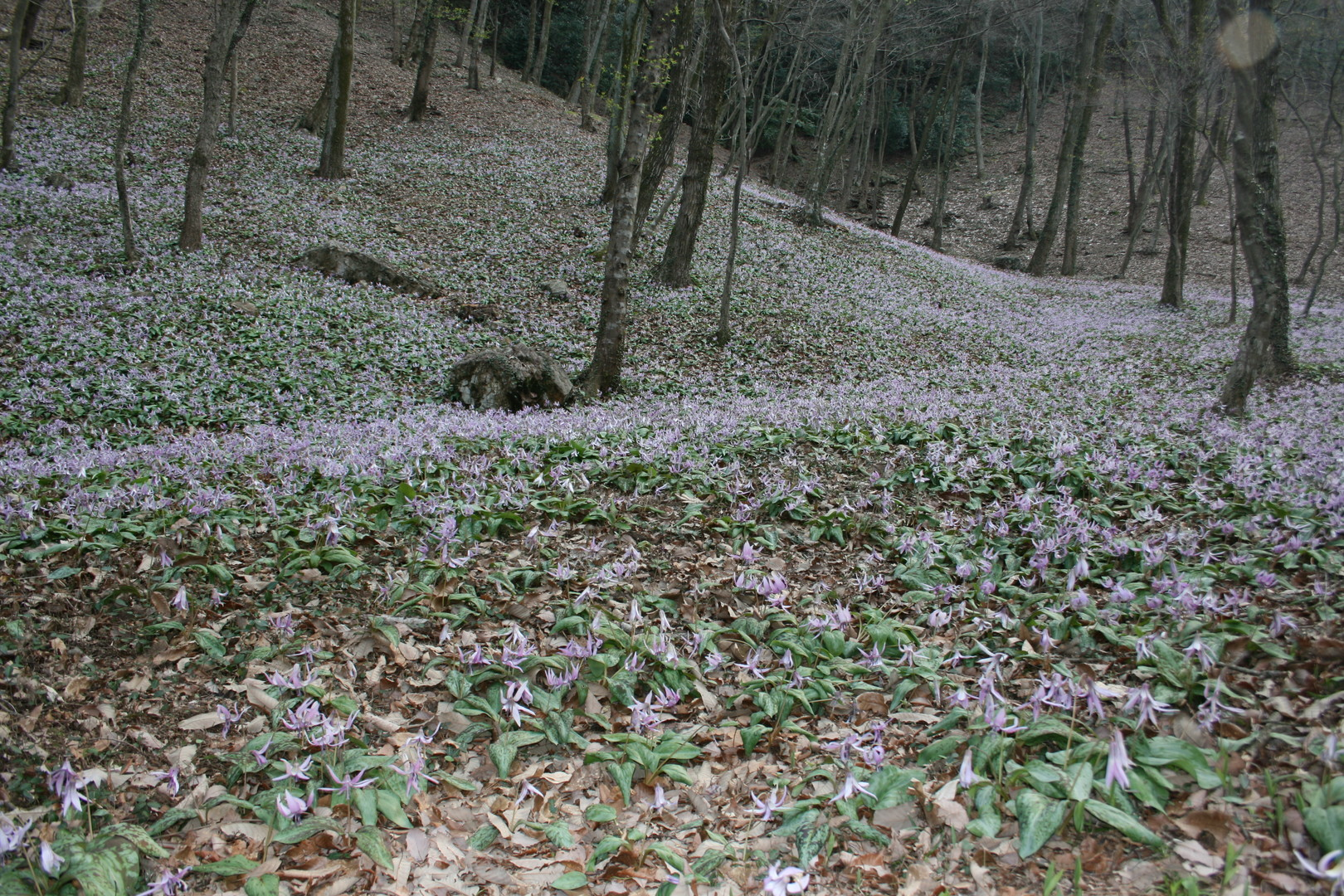
鳩吹山の群生地（飛騨木曽川国定公園内）

田中澄江が『花の百名山』で奥多摩三山の御前山を代表する花の一つとして紹介し、『新・花の百名山』で三毳山を代表する花の一つとして紹介した。最近では人工的に増殖した上で野山に植えられて、観光名所になっている所が多数ある。
- 北海道旭川市 - 突哨山（とっしょうざん、標高243 m） - 面積が125 haあり、カタクリの群生地としては日本最大級の大きさを誇る[50]。観光客も多い。この群生地では1993年から「カタクリフォーラム」が開催されている[51]。
- 青森県黒石市 - かたくりの小径
- 岩手県西和賀町
  - 安ヶ沢カタクリ群生地
  - 大荒沢（銀河の森）カタクリ群生地
  - 無地内カタクリ群生地
- 秋田県仙北市 - 八津のカタクリ群生地 (20 ha)[52]
- 栃木県佐野市・栃木市
  - 三毳山のカタクリ群生地（新・花の百名山）[49][53]
  - 万葉自然公園 （佐野市）
  - 星野自然村 (栃木市)
- 岩宿の里 (群馬県)
- 馬上 (埼玉県秩父郡小鹿野町)
- 大塚カタクリの里 (埼玉県秩父郡荒川村)
- 東京都練馬区大泉町 - 清水山の森
- 神奈川県相模原市 - 城山カタクリの里
- 新潟県南魚沼市-越後三山の一つ、霊峰八海山の山麓から四合目へ架かる八海山ロープウェーの山麓駅付近
- 新潟県魚沼市 - 大湯温泉カタクリ群生地[54]
- 長野県松本市波田上海渡 - かたくり園 (0.4 ha)
- 岐阜県可児市 - 鳩吹山のカタクリ群生地（可児川下流域自然公園）
- 愛知県豊田市足助町 - 香嵐渓のカタクリ群生地（紅葉の観光スポット）
- 三重県いなべ市 - 藤原岳の登山道の八合目から九合目（花の百名山、新・花の百名山）[55]
- 兵庫県丹波市 - 氷上町清住「清住かたくりの里」（関西最大級の群生地[56]）
- 島根県吉賀町 - カタクリの里
- 岡山県鏡野町 - 大地区のカタクリ群生地[57]

### 天然記念物
佐野市の「カタクリの花」
昭和50年代後半に栃木県の三毳山の北斜面に約1.5 haの規模でかたくりの花が群生していることが確認され、地元住民により育成保護された。1987年（昭和62年）に、市の天然記念物に指定された。
太田市の「丸山薬師のカタクリ群生地」
群馬県太田市丸山町の約0.3 haの群生地が、2005年（平成17年）3月28日に市の天然記念物に指定された。
みどり市の「カタクリ群生地」
群馬県みどり市笠懸町阿左美の約2.4 haの群生地が、1994年（平成6年）7月26日に市の天然記念物に指定された。
飯能市の「カタクリ・イカリソウの群落」
埼玉県飯能市岩渕の群落が、1973年（昭和48年）7月1日に市の天然記念物に指定された。
柏市の「カタクリ群生地」
千葉県柏市逆井の群生地が、市の天然記念物に指定されている。
富里市の「センダイタイゲキ及びカタクリ自生地」
千葉県富里市の自生地が、市の天然記念物に指定されている。
相模原市の「カタクリの自生地」
神奈川県相模原市緑区牧野の自生地が、1988年（昭和53年）6月23日に当時の津久井郡藤野町の天然記念物に指定された。
茅野市の「だいもんじ・亀石周辺のカタクリの群生地」
長野県茅野市宮川西茅野の群生地が、1982年（昭和57年）4月30日に市の天然記念物に指定された。
島田市の「牧之原公園斜面のカタクリ」
1985年（昭和60年）5月28日に当時の静岡県榛原郡金谷町の天然記念物に指定された。
高山市の「カタクリ群生地」
岐阜県高山市清見町大原の0.4 haの群生が市の天然記念物に指定されている。
三次市の「カタクリ」
広島県三次市のダムサイトの群落が、市の天然記念物に指定されている。

## 種の保全状況評価
日本の多くの都道府県で、以下のレッドリストの指定を受けている。四国と九州での分布は極一部に限られ絶滅が危惧されている。上信越高原国立公園・中部山岳国立公園・白山国立公園などで自然公園指定植物となっている。
- 絶滅危惧IA類 - 高知県
- 絶滅危惧IB類 - 神奈川県
  - 重要保護生物 (B) - 千葉県（環境省の絶滅危惧IB類相当）[72]
- 絶滅危惧II類 - 東京都区部、北多摩、南多摩（西多摩は準絶滅危惧）[73]、奈良県、鳥取県[74]、島根県[75]、徳島県[76]、愛媛県[77]、熊本県[40]
- 準絶滅危惧 - 埼玉県[78]、石川県、三重県[79]
  - Cランク - 兵庫県（環境省の準絶滅危惧相当）
- その他
  - 留意種 - 北海道[80]
  - 要注目種 - 静岡県

## 文化

### 文学
750年（天平勝宝2年）3月2日、大伴家持が越中の国司として富山県を訪問した際に、「もののふの 八十乙女らが 汲みまがふ 寺井の上の 堅香子の花」（万葉集・巻18・4143番）と詠い、カタクリが「堅香子（かたかご）」として詠まれている。島根県鹿足郡吉賀町樋口の「かたくりの里」には、この詩を刻んだ「六日市万葉歌碑」の石碑がある。この他にも、新村出、加藤知世子の作品など、カタクリには明るい詩歌の類が多い。鹿の子模様の葉にも独特の趣があり、宮沢賢治は『山男の四月』で秋鮭の腹にあるまだら模様に例えて、カタクリの葉の模様の見え方が変化する様子を表現している。
松浦武四郎は安政年間に蝦夷地を探検し、その後の本で当時のアイヌ人の食用植物として「延胡索、黒百合、山慈姑、車百合、菱実」の5種を絵つきで記している。そこで記されている「山慈姑」はカタクリのことである。

### 市町村指定の花
カタクリは日本の多数の市町村の花に指定されている。また合併前に指定されていた。

#### 市の花
- 南魚沼市（新潟県）
- 佐野市（栃木県）
- 今市市（栃木県、現日光市）
- みどり市（群馬県）
- 柏市（千葉県）
- 魚沼市（新潟県）
- 大町市（長野県）
- 高岡市（富山県）- 「かたかご」の名で指定
- 美作市（岡山県）
- 丹波市（兵庫県）

#### 町の花
- 和寒町（北海道上川郡）
- 幌加内町（北海道雨竜郡）
- 西和賀町（岩手県和賀郡）
- 八峰町（秋田県山本郡）
- 比内町（秋田県北秋田郡、現大館市）
- 内原町（茨城県茨城郡、現水戸市）
- 寄居町（埼玉県大里郡）
- 三島町（新潟県三島郡、現長岡市）
- 西山町（新潟県刈羽郡、現柏崎市）
- 山都町（熊本県上益城郡）

#### 村の花
- 沢内村（岩手県和賀郡、現西和賀町）
- 峰浜村（秋田県山本郡、現八峰町）
- 朝日村（山形県東田川郡、現鶴岡市）
- 荒川村（埼玉県秩父郡、現秩父市）
- 神泉村（埼玉県児玉郡、現神川町）
- 広神村（新潟県北魚沼郡、現魚沼市）
- 栄村（長野県下水内郡）
- 朝日村、麻績村（長野県東筑摩郡）
- 白馬村（長野県北安曇郡）
- 泰阜村（長野県下伊那郡）
- 堀金村（長野県南安曇郡、現安曇野市）
- 清見村（岐阜県大野郡、現高山市）

### メディア

#### 書籍
- 『カタクリ花の旅のひみつ』北隆館〈日本列島花maps〉、1993年1月。ISBN 4832602705。
- 瀬川強『西和賀カタクリの里』熊谷印刷出版部、2005年3月28日。ISBN 4877202870。
- 高橋喜平『カタクリの里-神秘にみちた花のひみつ』大日本図書〈子ども科学図書館〉、1987年3月。ISBN 4477165781。

#### 写真集
- 太田威『カタクリ-花咲く春の森で』平凡社、2001年2月。ISBN 4582547028。
- 高橋喜平、瀬川強『カタクリの里 沢内村からの春のたより』講談社、1995年2月。ISBN 4062073498。
- 緑区・自然を守る会『カタクリの咲く谷戸に-横浜・新治の自然誌』文一総合出版、1991年9月。ISBN 4829930748。

#### テレビ番組
- 『花の自然誌 カタクリ 開花・8年目のめざめ』 NHK総合テレビ、1990年2月18日放送[23]
- 『にっぽん花物語カタクリ』 NHK総合テレビ、1995年1月29日放送[84]
- 『花の百名山 三毳山（みかもやま） カタクリ』 BS2、1995年4月5日放送[49]
- 『ふるさと自然発見 カタクリの花咲く里〜秋田・西木村〜』 NHK総合テレビ、1995年5月27日放送[85]
- 『ふるさと自然発見 山一面のカタクリ大群落 〜北海道・旭川市〜』 NHK総合テレビ、1997年5月31日放送[86]
- 『北の大地の春』 さわやか自然百景・NHK総合 2005年5月22日放送[50]
- 『モリゾー・キッコロ 森へいこうよ！カワイさ満開！春を呼ぶ妖精たち』 NHK教育テレビ、2010年5月2日放送[19]

## ギャラリー

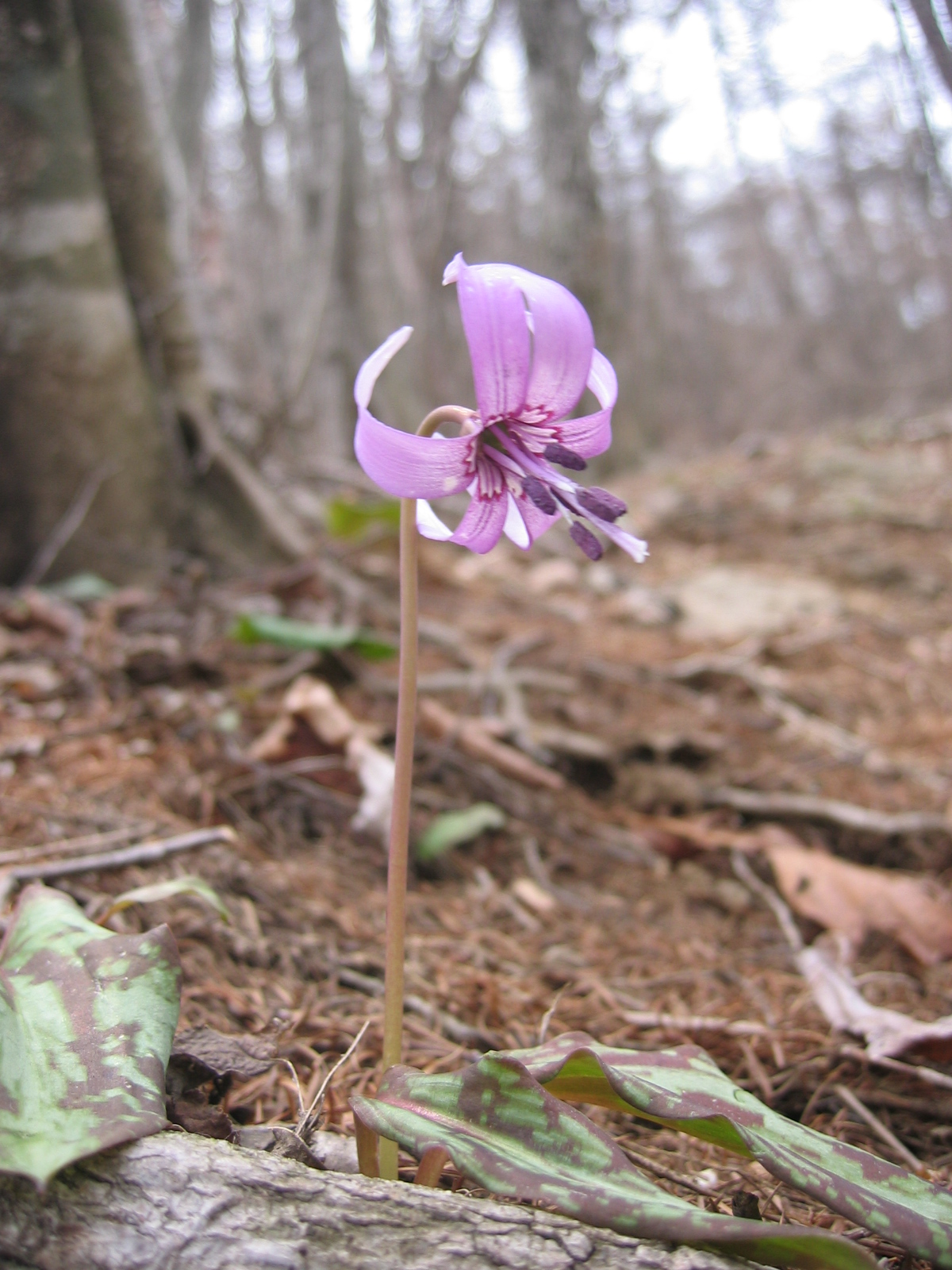
花弁の状態
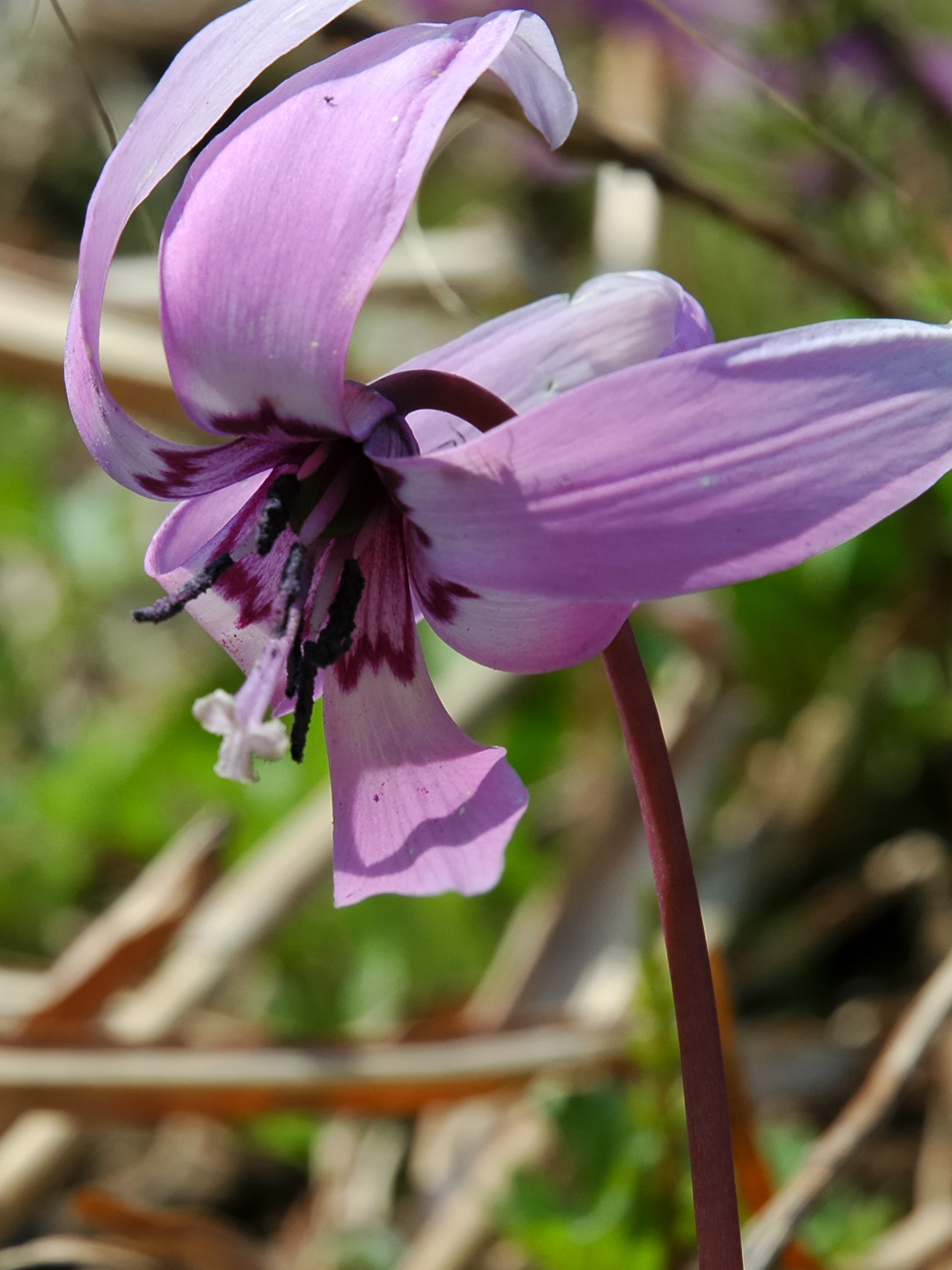
花
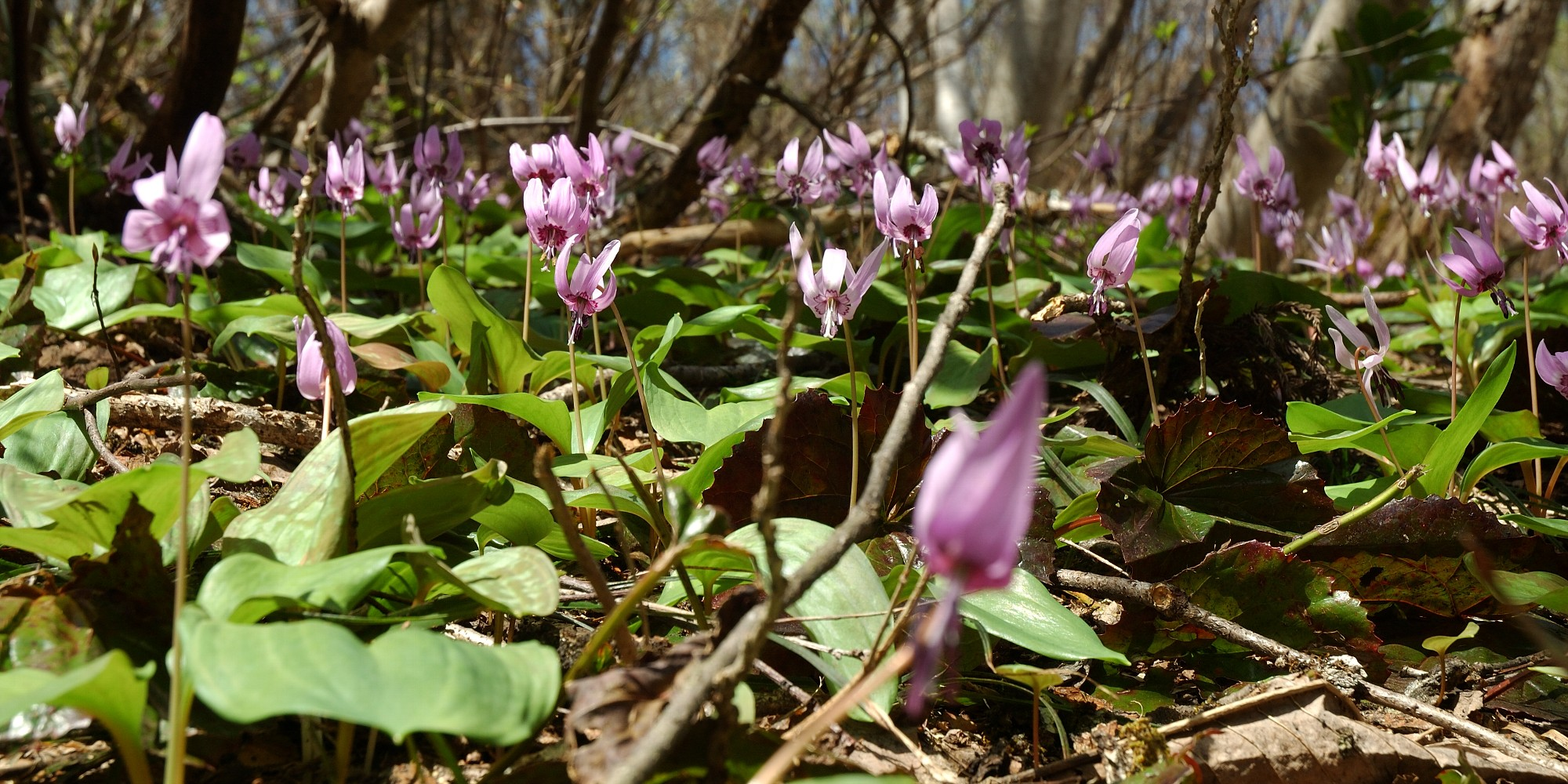
群生するカタクリ
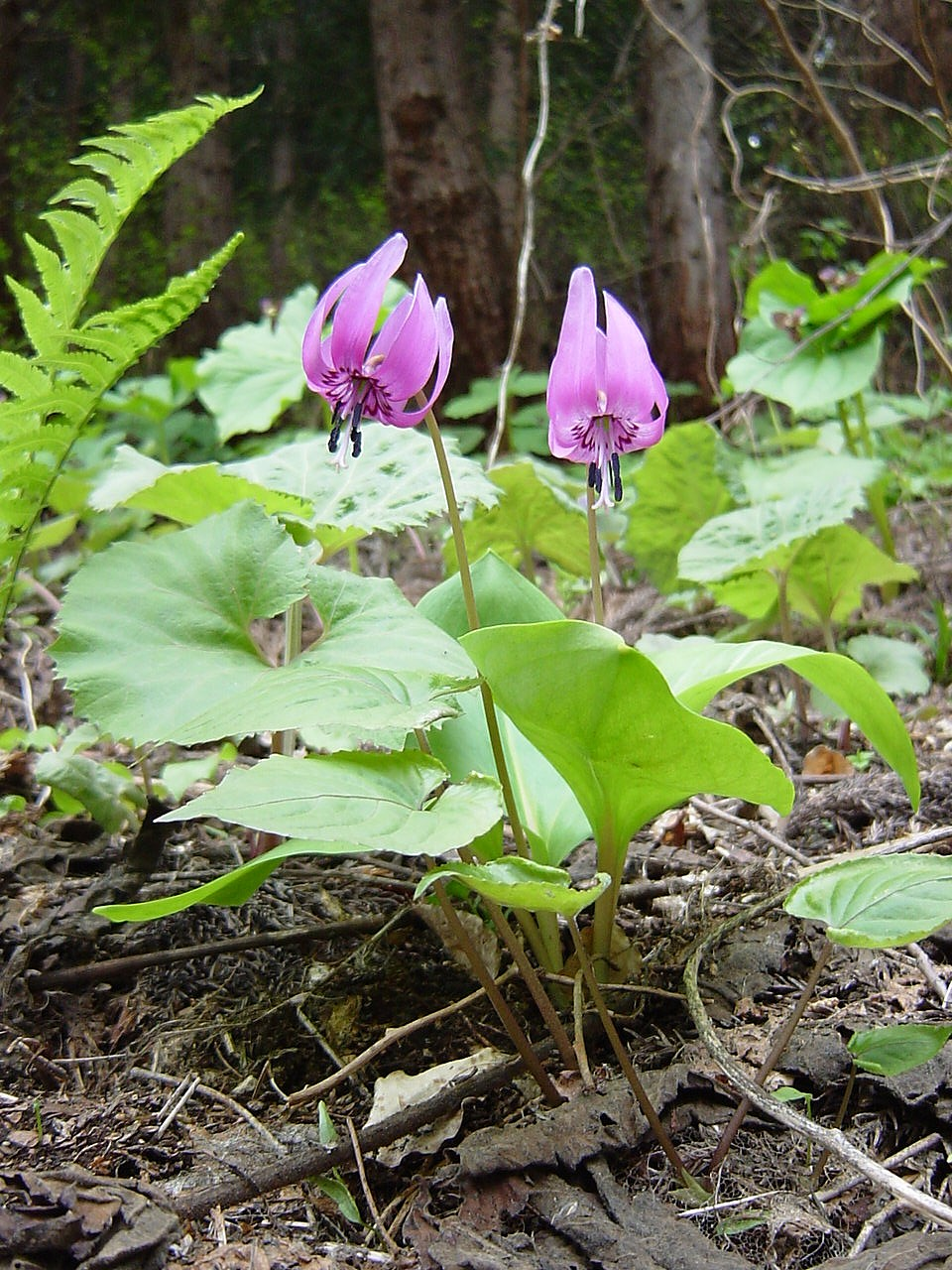
葉に特有の模様が無い個体
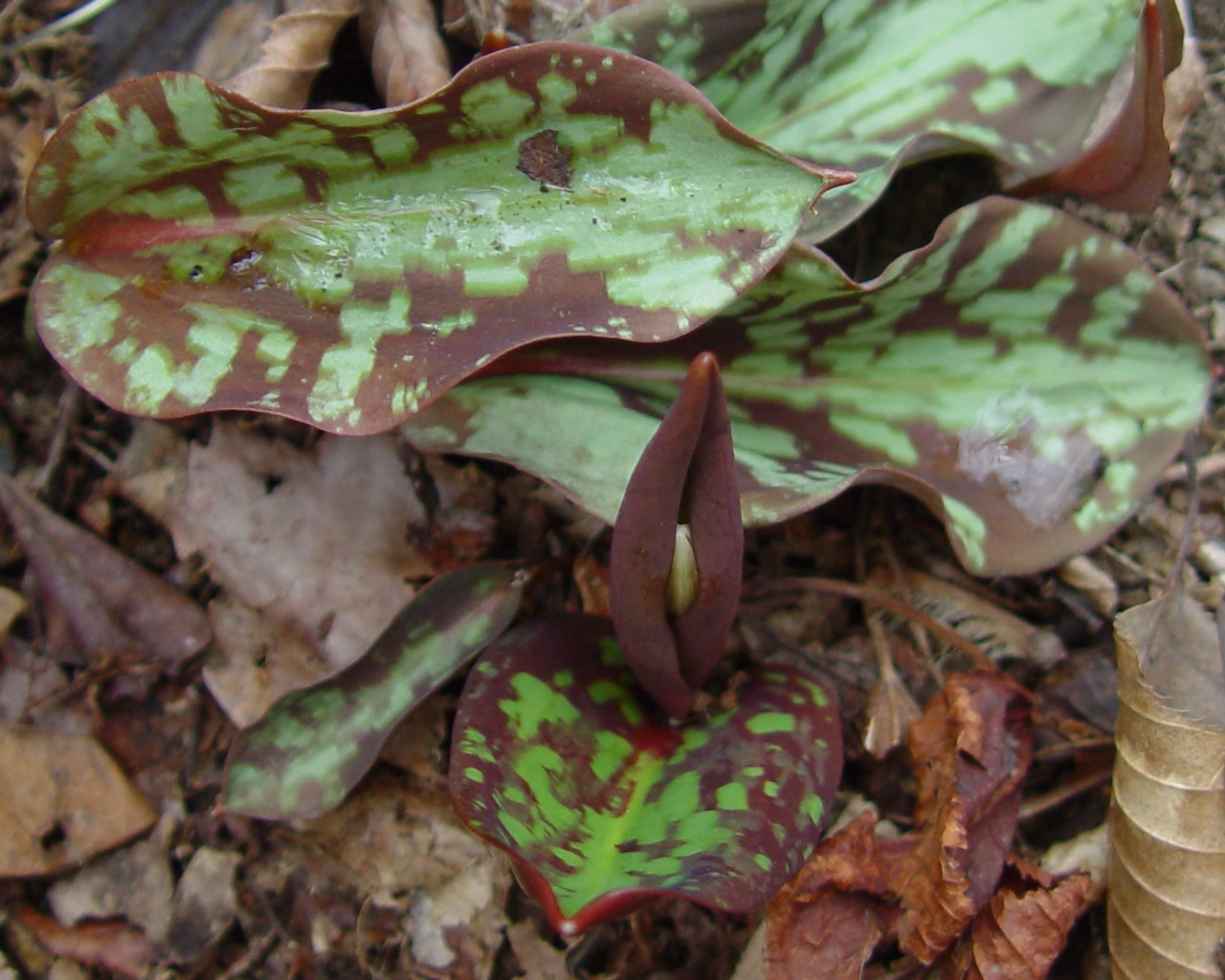
暗紫色の模様の葉と出始めの蕾
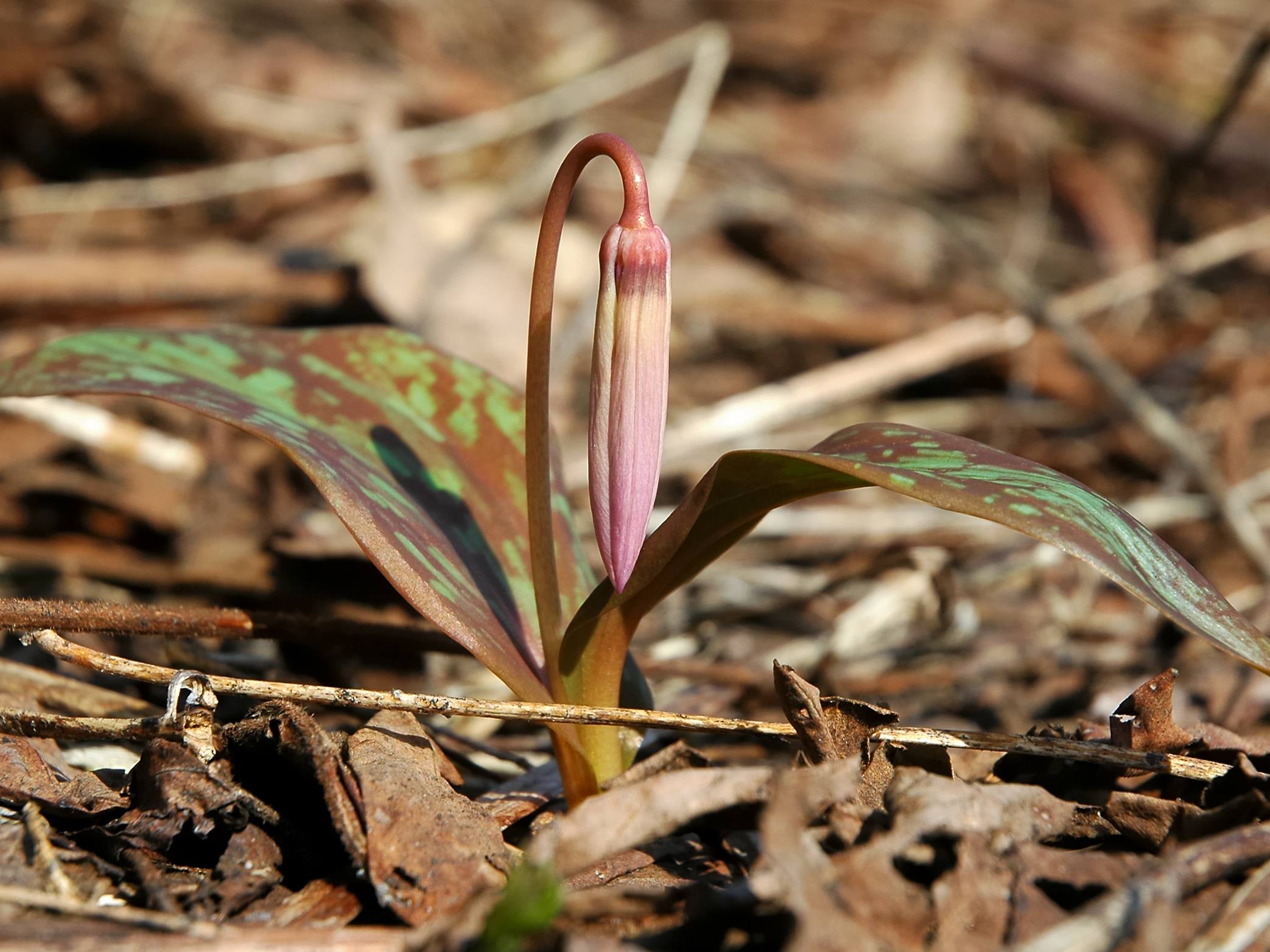
開花直前の蕾
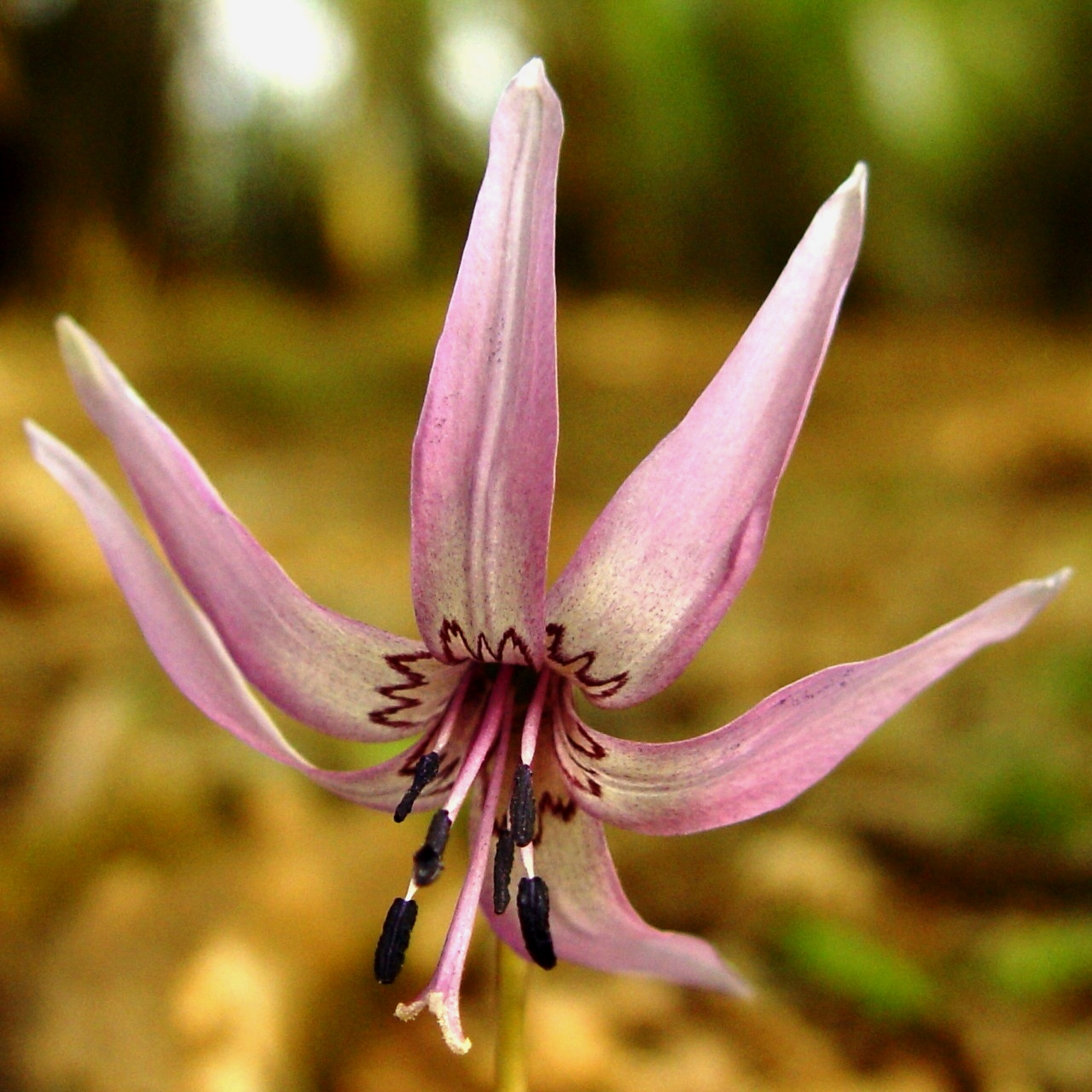
雌蕊の周りに6本の雄蕊
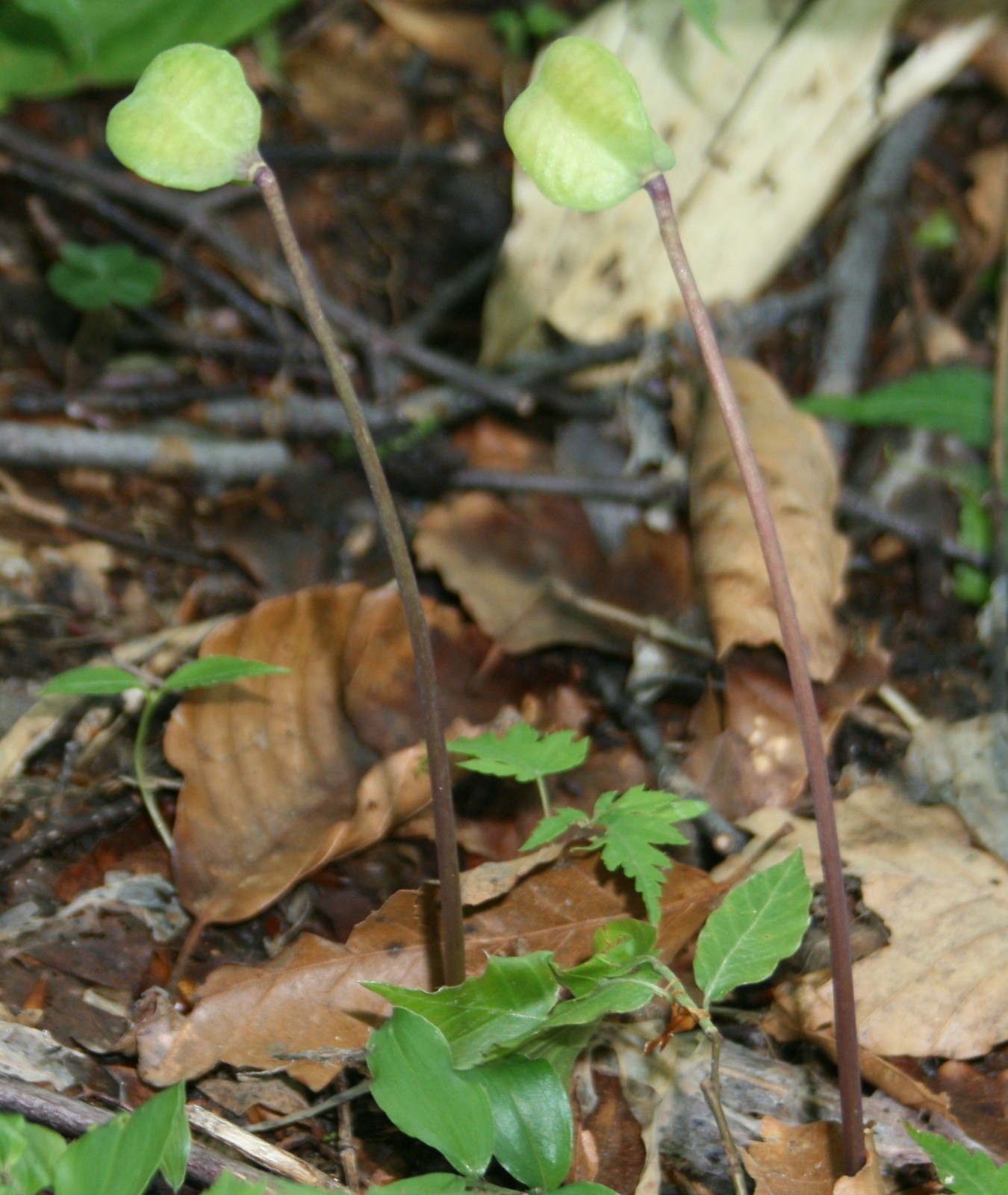
3室からなる果実
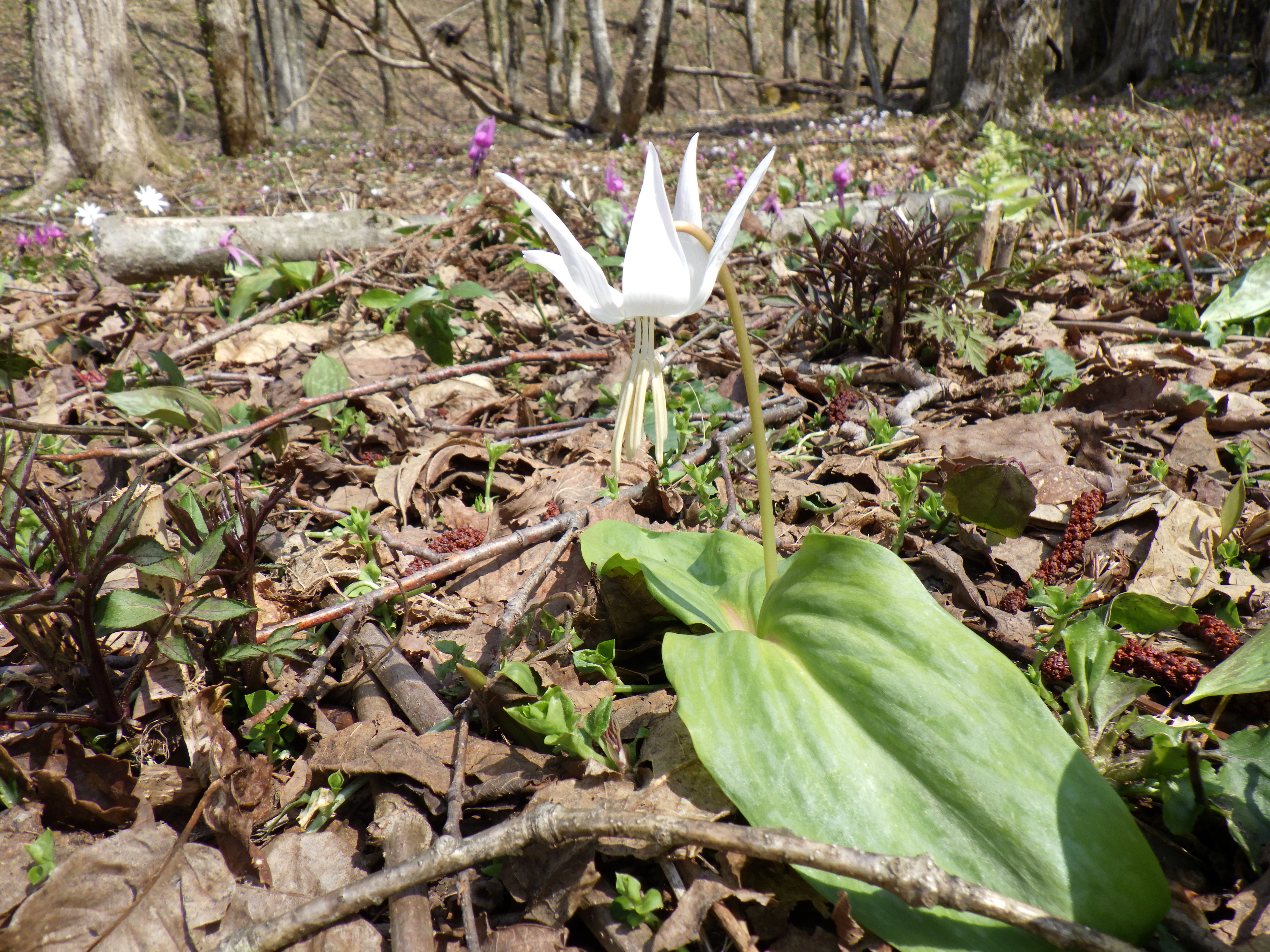
白花のシロバナカタクリ

## カタクリ属
ユリ科に属するカタクリ属 (Erythronium L.)には、ユーラシア大陸の大陸温帯域に4種、北米大陸に20種がある。日本に分布するのはこのカタクリ (Erythronium japonicum) のみである。属の学名のErythroniumは、ヨーロッパで赤い花を咲かせる種のギリシャ語の「赤い」 (erythros) に由来する。
Erythronium americanum Ker-Gawl.
北アメリカ東部に分布し、栄養繁殖を行い黄色い花を咲かせる。
キバナカタクリ (Erythronium grandiflorum Pursh.)
主にアメリカやカナダ南部の亜高山帯に分布している。
Erythronium caucasicum Woronow
イラン北部に分布する。
カタクリ (Erythronium japonicum Decne.)
日本に分布するカタクリ属の唯一の種。
Erythronium oregonum Applegate
北アメリカ西部に分布し、白い花を咲かせる。
Erythronium sibiricum (Fisch. et C.A.Mey.) Krylov
中央アジアからシベリアにかけてに分布し、日本のカタクリの花に似ている。

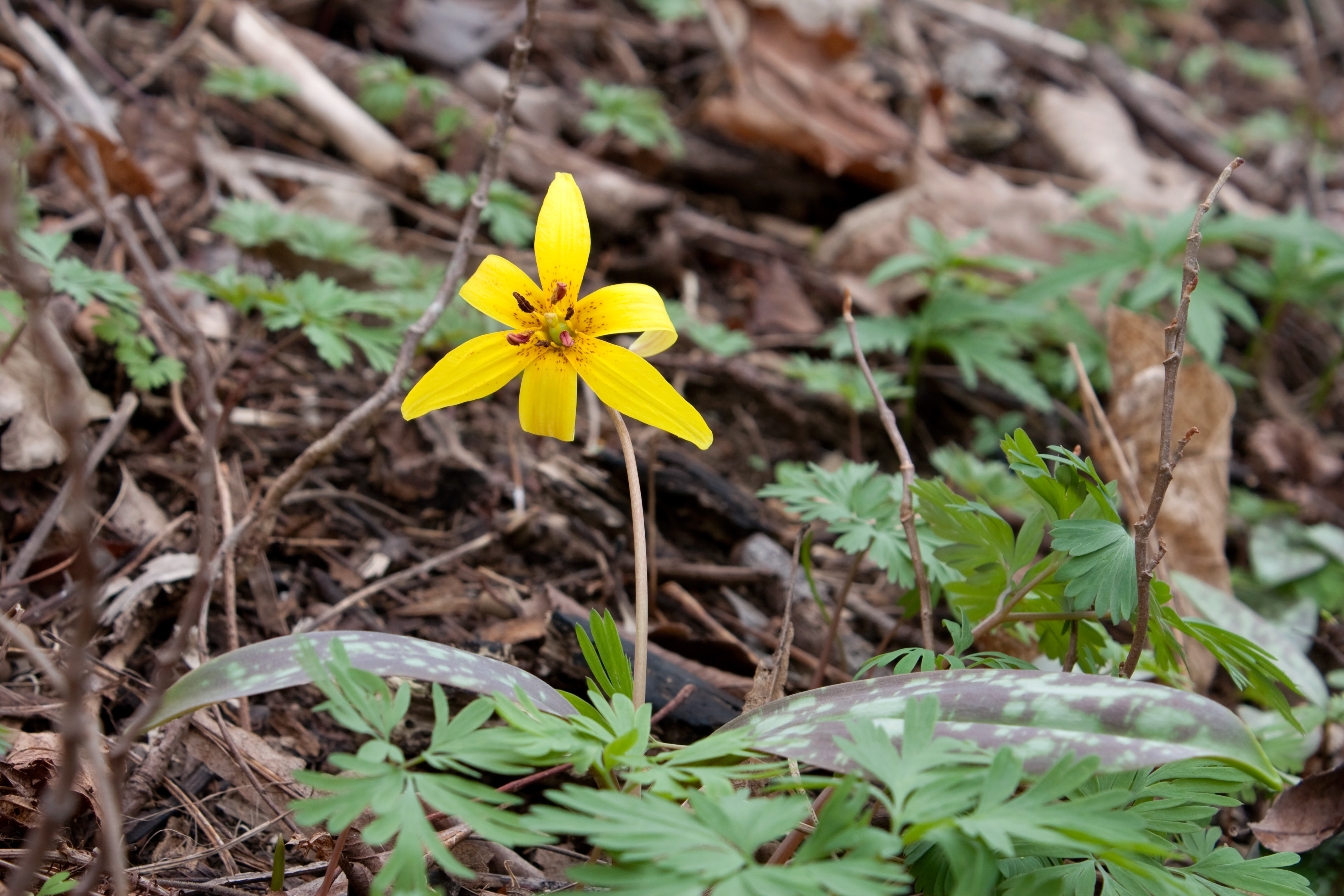
E. americanum
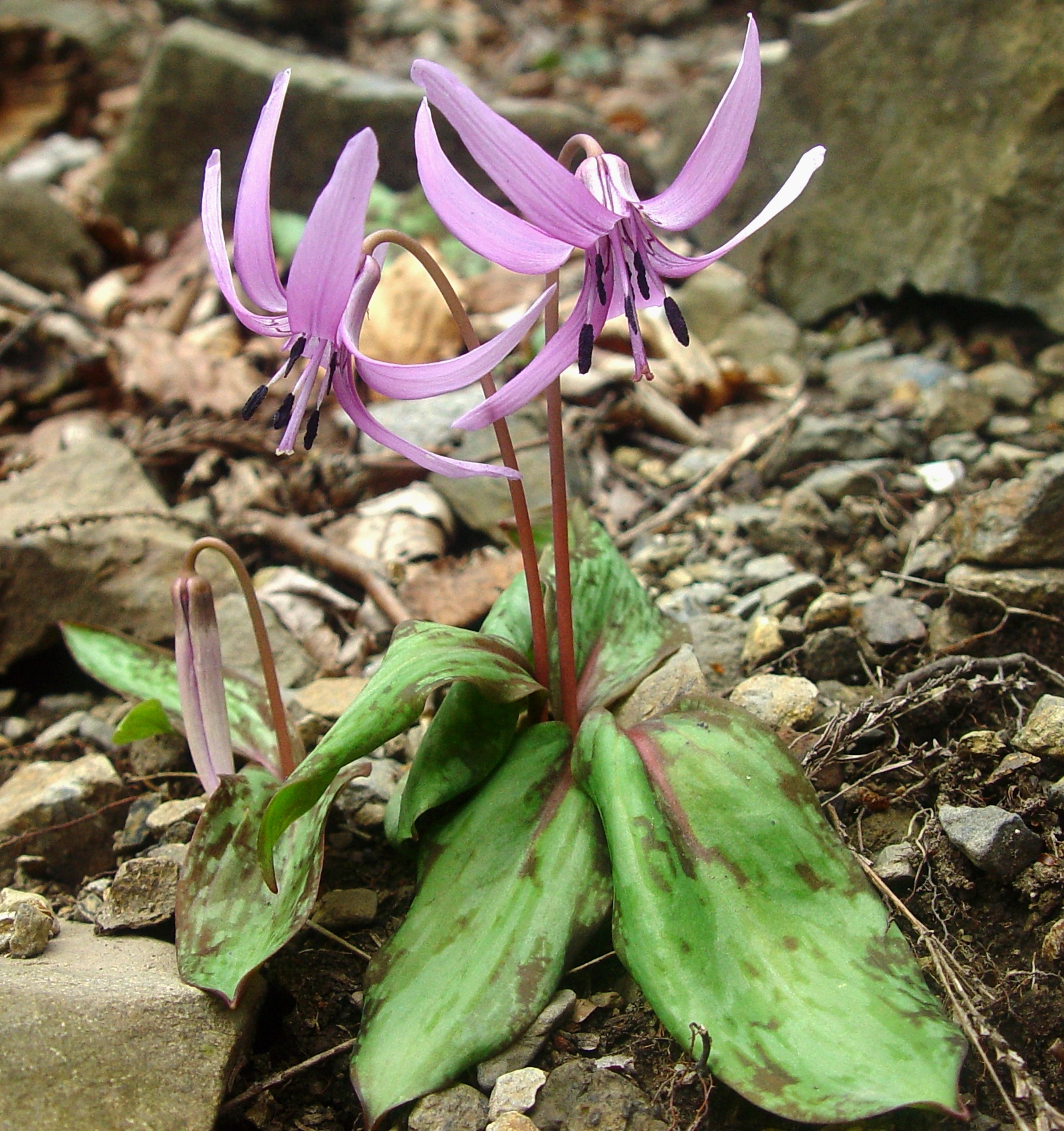
カタクリ E. japonicum
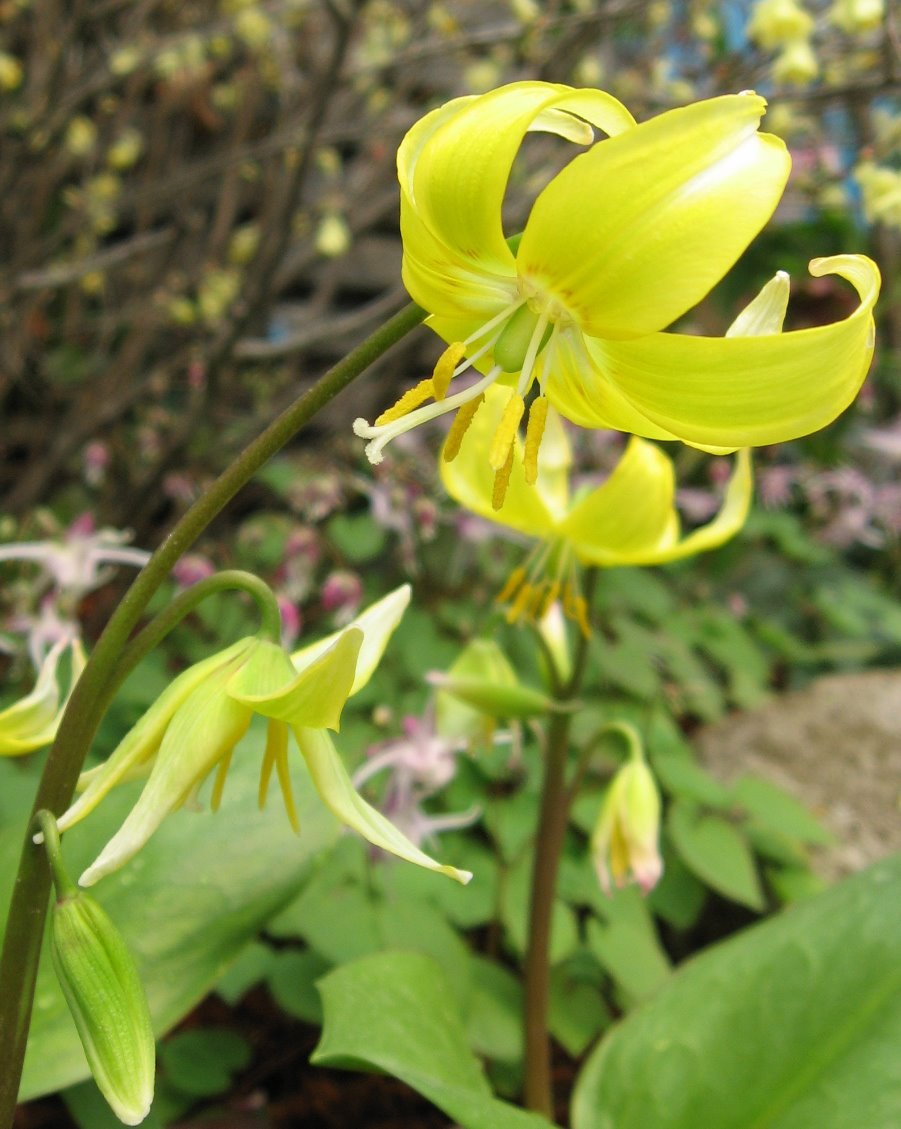
キバナカタクリ E. grandiflorum
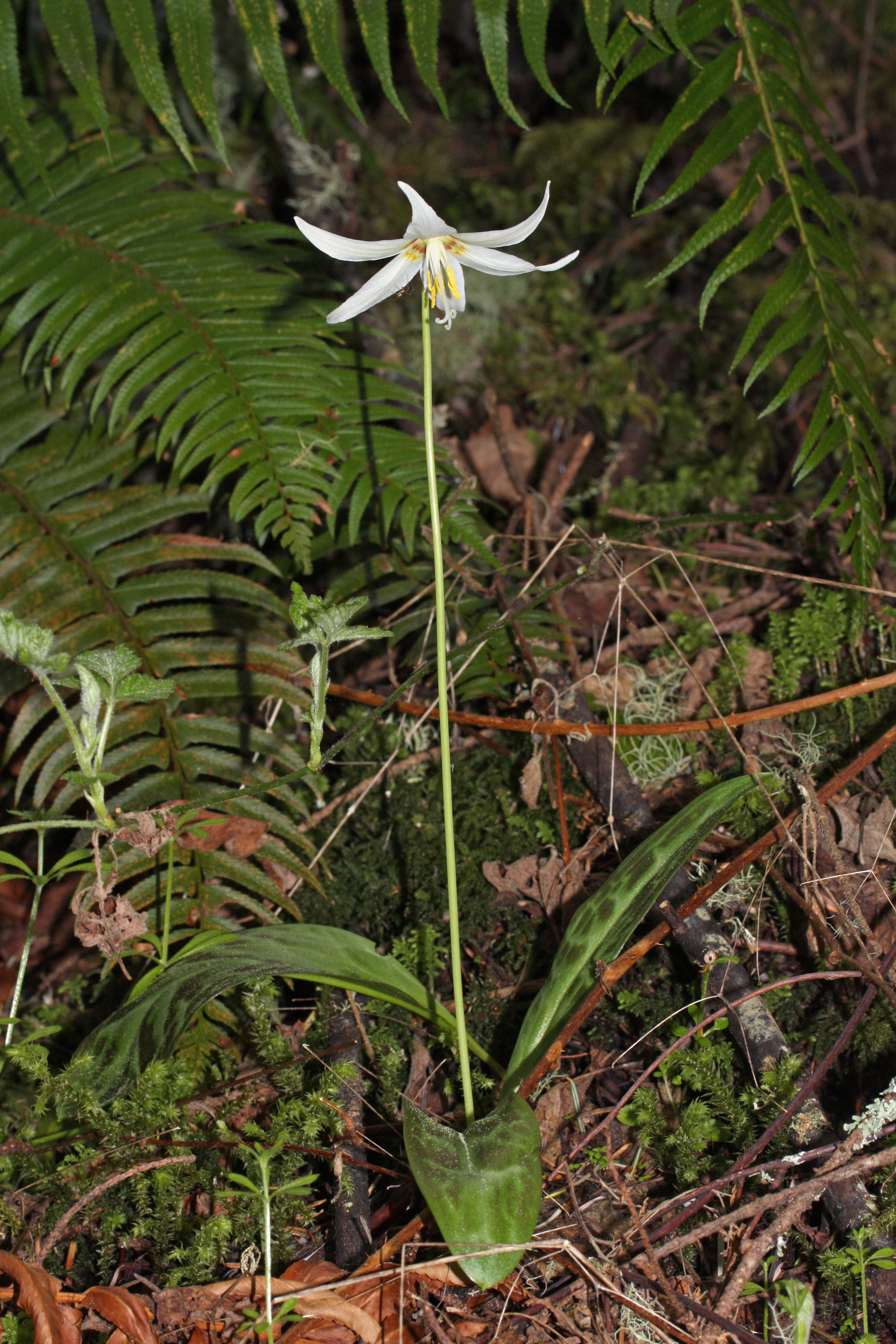
E. oregonum
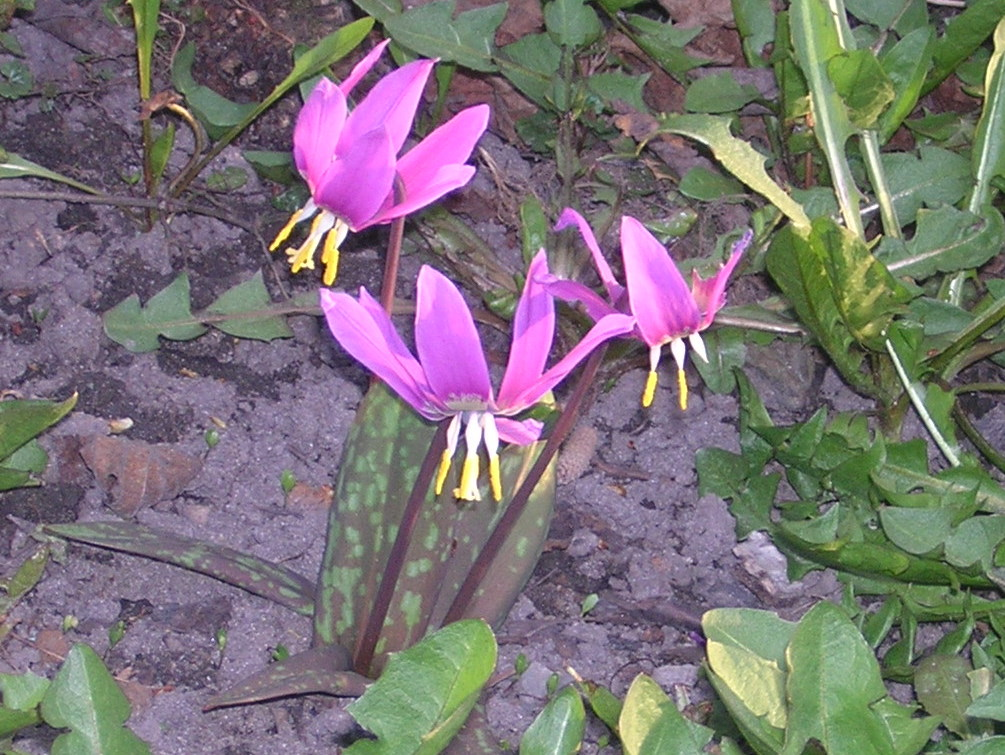
E. sibiricum